# Cytherella serrulata
Cytherella serrulata är en kräftdjursart som beskrevs av Brady och Norman 1896. Cytherella serrulata ingår i släktet Cytherella och familjen Cytherellidae. Inga underarter finns listade i Catalogue of Life.